# Przykona (gmina)
Przykona – gmina wiejska w województwie wielkopolskim, w powiecie tureckim. W latach 1975–1998 gmina położona była w województwie konińskim.
Siedziba gminy to Przykona.
Według danych z 30 czerwca 2004 gminę zamieszkiwały 4164 osoby.

## Struktura powierzchni
Według danych z roku 2002 gmina Przykona ma obszar 110,93 km², w tym:
- użytki rolne: 56%
- użytki leśne: 27%

Gmina stanowi 11,94% powierzchni powiatu.

## Demografia

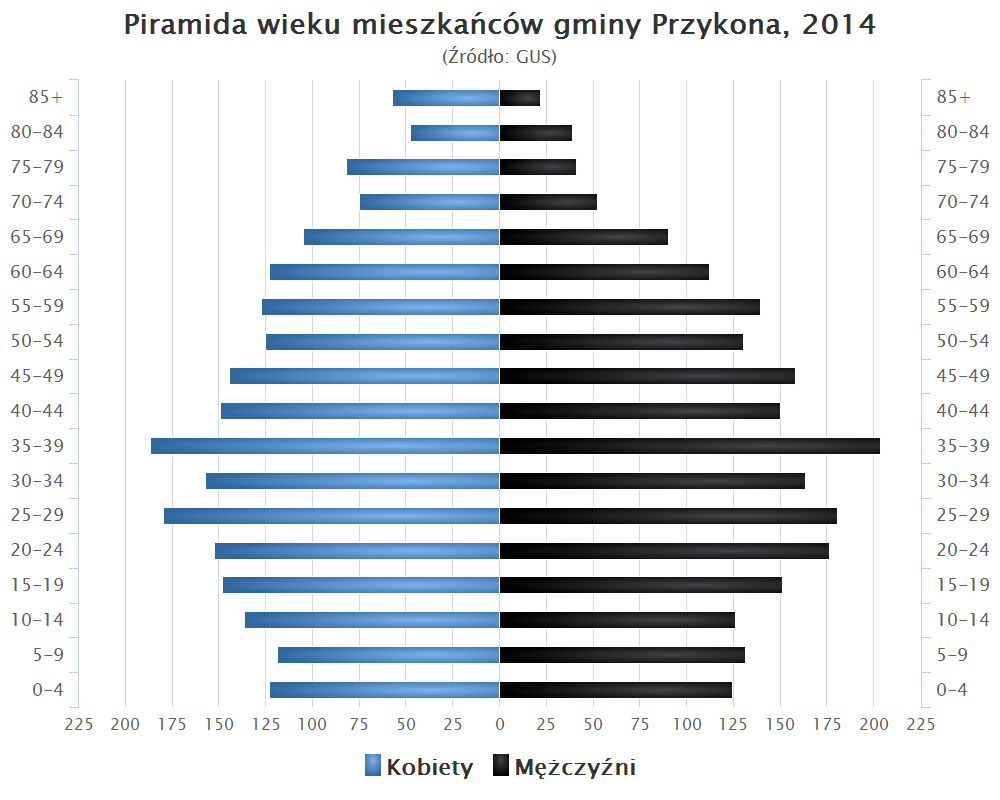
Piramida wieku mieszkańców gminy Przykona w 2014 roku

Dane z 30 czerwca 2004:
| Opis                              | Ogółem | Ogółem | Kobiety | Kobiety | Mężczyźni | Mężczyźni |
| --------------------------------- | ------ | ------ | ------- | ------- | --------- | --------- |
| jednostka                         | osób   | %      | osób    | %       | osób      | %         |
| populacja                         | 4164   | 100    | 2108    | 50,6    | 2056      | 49,4      |
| gęstość zaludnienia (mieszk./km²) | 37,5   | 37,5   | 19      | 19      | 18,5      | 18,5      |

## Sąsiednie gminy
Brudzew, Dobra, Turek, Uniejów